# Waraporn Boonsing
Waraporn Boonsing (thailändisch วราภรณ์ บุญสิงห์), (* 16. Februar 1990) ist eine thailändische Fußballnationalspielerin.

## Karriere

### Verein
Waraporn spielte im Jahr 2015 für den thailändischen Verein Bundit Asia.

### Nationalmannschaft
Waraporn nahm mit der thailändischen Mannschaft an den Asienmeisterschaften 2010 und 2014 teil. Sie stand im thailändischen Kader für die Weltmeisterschaft 2015. Während der Vorrunde absolvierte Waraporn alle drei Spiele Thailands in der Vorrundengruppe B und konnte beim 0:4 gegen Norwegen einen von Maren Mjelde getretenen Strafstoß abwehren.
Sie nahm auch an der Fußball-Weltmeisterschaft der Frauen 2019 teil, wo sie in den beiden letzten Gruppenspielen eingesetzt wurde. Da alle drei Gruppenspiele verloren wurden, endete die WM für die Thailänderinnen danach. Sie wurde auch für die Qualifikation für die Olympischen Spiele 2020 nominiert, aber nicht eingesetzt.